# Stefan Gębarski
Stefan Gębarski, ps. Wieniawa (ur. w 1864 w Żórawiu k. Piotrkowa Trybunalskiego; zm. 11 maja 1920 w Warszawie) – polski nauczyciel, pisarz i redaktor; także tłumacz literatury francuskiej.
Autor wielu znanych powieści dla młodzieży (np. Robinson tatrzański - pionierskiej powieści krajoznawczej, której akcja rozgrywa się w Tatrach w XIX w.), powieści historycznych upowszechniających polskie dzieje (Rycerze św. Kingi, Mikołaj Kopernik) i opisujących historię powszechną (Zdobycie Konstantynopola).
Wieloletni redaktor popularnego warszawskiego tygodnika dla dzieci i młodzieży Przyjaciel Dzieci, w którym publikował swoje prace.
Zmarł w biedzie i zapomnieniu.

## Ważniejsze prace
- Robinson tatrzański, 1896
- Gród Molocha, 1898
- W imię Boże, 1899
- Z życia Adama Mickiewicza, 1900
- Zdobycie Konstantynopola, 1901
- Rycerze św. Kingi, 1902
- Mikołaj Kopernik, 1906
- Odwieczne boje, 1908
- Szpieg Dioklecjana, 1913

### Przekłady
- Rozbitki (fr. Les Naufragés du Jonathan, wyd. org. 1909; wyd. przekł. w odc. 1909-1910, wyd. ks. 1911) autorstwa Juliusza Verne’a i Michela Verne’a
- Z Ziemi na Księżyc w 97 godzin 20 minut (fr. De la Terre à la Lune, wyd. org. 1865; wyd. przekł. pośm. 1924) autorstwa Juliusza Verne’a